# Interferens
Når to eller flere harmonisk svingende fænomener af samme beskaffenhed (f.eks. elektriske signaler, eller bølger af lyd eller lys) blandes, adderes de enkelte "bidrag" bogstavelig talt til et nyt signal: Denne sammenblanding kaldes for interferens, og resultatet heraf kan være "ingenting" (fravær af resulterende bølge eller signal), eller svingninger med "nye" amplituder og/eller frekvenser.

## Konstruktiv og destruktiv interferens
Ved interferens mellem to signaler eller bølgefænomener med ens frekvenser, vil det eventuelle resulterende signal/bølgeudslag have samme frekvens som de to kilder. Amplituden (størrelsen på udslaget) af "blandingen" kan til gengæld variere, og afhænger dels af de to "bidrags" amplituder, dels af forskellen i fase på de to signaler eller bølger.

### Konstruktiv interferens
Hvis de to signaler svinger i takt, er faseforskellen 0°, eller 0 rad: I denne situation er udslagende hhv. "i top" og "i bund" samtidigt, og resultatet bliver således et signal med en amplitude der er lig med summen af de to "bidrags" amplituder. Interferens ved disse omstændigheder kaldes for konstruktiv interferens.

### Destruktiv interferens
"Forsinker" man nu det ene signal, så det svinger "i modtakt" med det andet, bliver faseforskellen 180°, eller π rad: Så "mødes" bølgetoppe fra det ene signal med bølgedale fra det andet signal—signalerne bliver trukket fra hinanden, og slutresultatet bliver et signal hvis amplitude er den numeriske differens mellem de to bidragende signalers amplituder. Er de to signaler lige store, udslukker de fuldstændig hinanden, og man taler da om destruktiv interferens.
Generelt gælder, at ved interferens mellem to signaler med ens frekvens, amplituderne A1 og A2 og den indbyrdes fasevinkel φ skabes et signal med samme frekvens og en amplitude A, som er givet ved:

{\displaystyle A={\sqrt {A_{1}^{2}+A_{2}^{2}+2\cdot A_{1}\cdot A_{2}\cdot \cos \phi }}}

## Interferens mellem forskellige frekvenser
Hvis to signaler eller bølger med forskellige frekvenser interfererer, skabes to nye frekvenser, som er hhv. summen og den numeriske differens mellem de to frekvenser: hvis f.eks. to lydkilder udsender ensartede lyde ved næsten samme frekvens, kan man høre differens-frekvensen som en pulserende modulation ("wah-wah" eller beating).

Dette fænomen udnyttes indenfor elektronikken blandt andet i superheterodynmodtagere, hvor det modtagne signal (hvis frekvens kan variere indenfor et vist interval) interfererer med et signal af en anden frekvens i et blanderkredsløb, og derved skaber et tredje signal som altid har én og samme, faste frekvens. "Resten" af elektronikken i modtageren skal så blot være indrettet til at behandle denne ene frekvens, hvilket forenkler den praktiske konstruktion af modtageren.

## Historisk udnyttelse af interferensbillede
Det er interessant, at polynesierne (se fx også Mau Piailug fra mikronesien) kunne navigere uden kompas på åbent og ukendt hav. Det gjorde de bl.a. ud fra et grundigt kendskab til den interferensvirkning, en fjern ø (dvs. en ø under horisonten) fremkalder i bølgebilledet på åbent hav.